# NGC 668
NGC 668 est une galaxie spirale située dans la constellation d'Andromède. NGC 668 a été découverte par l'astronome français Édouard Stephan en 1880.

## Caractéristiques
Sa vitesse par rapport au fond diffus cosmologique est de 4 240 ± 18 km/s, ce qui correspond à une distance de Hubble de 62,5 ± 4,4 Mpc (∼204 millions d'al).
À ce jour, une quinzaine de mesures non basées sur le décalage vers le rouge (redshift) donnent une distance de 50,613 ± 12,137 Mpc (∼165 millions d'al), ce qui est à l'intérieur des valeurs de la distance de Hubble. Notons cependant que c'est avec la valeur moyenne des mesures indépendantes, lorsqu'elles existent, que la base de données NASA/IPAC calcule le diamètre d'une galaxie et qu'en conséquence le diamètre de NGC 668 pourrait être d'environ 40,0 kpc (∼130 000 al) si on utilisait la distance de Hubble pour le calculer.
La classe de luminosité de NGC 668 est II et elle présente une large raie HI.

## Groupe de NGC 669
NGC 668 fait partie du groupe de NGC 669. Ce groupe comprend plus d'une trentaine de galaxies, dont 15 figurent au catalogue NGC et 3 au catalogue IC.